# 多小叶鸡肉参
多小叶鸡肉参（学名：Incarvillea mairei var. multifoliolata）为紫葳科角蒿属下的一个变种。

## 扩展阅读
- 維基物種上的相關：多小叶鸡肉参